# Torcy (Seine-et-Marne)
Torcy je francouzské město v departementu Seine-et-Marne v regionu Île-de-France. V roce 2010 zde žilo 22 425 obyvatel. Je centrem arrondissementu Torcy.

## Vývoj počtu obyvatel
Počet obyvatel 